# Ron Meulenkamp
Ron Meulenkamp (* 5. November 1988 in Hoogeveen) ist ein niederländischer Dartspieler.

## Karriere
Ron Meulenkamp begann seine Dartkarriere bei der British Darts Organisation (BDO), dort konnte er die Junior World Darts Trophy im Jahre 2006 gewinnen. Im April 2007 beschloss er von der World Darts Federation zur Professional Darts Corporation (PDC) zu wechseln. Doch bereits im September 2007 wechselte er zur BDO zurück, da er bei der PDC keinen Erfolg erzielen konnte.
Jedoch verlief auch seine Rückkehr wenig erfolgreich, so schied er bei der BDO World Darts Championship 2014 in der ersten Runde aus. Er versuchte danach über die PDC Qualifying School (Q-School) eine Tourkarte zu erspielen, was ihm aber nicht gelang. Er spielte einige Turniere auf der Challenge Tour und nahm als Nachrücker gelegentlich auf der PDC Pro Tour 2014 an Turnieren nach. Bei der PDC World Darts Championship 2015 gab er sein Weltmeisterschaftsdebüt bei der PDC. Jedoch unterlag er in der ersten Runde bereits mit 1:3 gegen Mark Webster. Bei seiner zweiten Q-School Teilnahme zu Beginn des Jahres 2016 konnte Meulenkamp sich eine Tourkarte sichern und qualifizierte sich mehrmals für Turniere auf der European Tour. Er konnte sich erstmals für die Players Championship Finals 2016 qualifizieren, wo er die dritte Runde erreichte. Auch bei der PDC World Darts Championship 2017 war er erneut vertreten, jedoch scheiterte der Niederländer erneut in Runde 1. Bei den International Darts Open 2017 konnte Meulenkamp nach Siegen über Mick McGowan, Michael Smith, Josh Payne und Dennis Nilsson das Halbfinale erreichen, wo er schließlich dem späteren Turniersieger Peter Wright unterlag. Meulenkamp achtete in dieser Zeit auch sehr auf seine Fitness und nahm in wenigen Monaten mehr als 40 Kilogramm ab. 2018 gelang ihm zum ersten Mal die Qualifikation für den World Grand Prix. Bei seinem Debüt konnte er überraschend Joe Cullen besiegen, schied jedoch darauf gegen den Titelverteidiger Daryl Gurney knapp mit 2:3 aus. Bei der PDC World Darts Championship 2019 lag Meulenkamp bereits mit 0:2 gegen Diogo Portela zurück, jedoch konnte der Niederländer den Spielstand drehen und erstmals bei einer Weltmeisterschaft die zweite Runde erreichen. Dort zeigte er gegen Michael Smith eine gute Leistung, schied jedoch aus dem Turnier aus. Ende Mai 2019 konnte Meulenkamp erstmals ein Halbfinale bei den Players Championships erreichen und dies im Laufe des Jahres dreimal wiederholen.
Auch bei der PDC World Darts Championship 2020 erreichte er die 2. Runde, wo er an Chris Dobey scheiterte. Über die PDC Pro Tour Order of Merit im Jahr 2020 qualifizierte er sich für die PDC World Darts Championship 2021, bei der er in der 2. Runde gegen Vincent van der Voort mit 2:3 ausschied.
Ende 2022 verlor Meulenkamp trotz gleicher Höhe an Preisgeld in der PDC Order of Merit wie Jeff Smith sein Tour Card. Aus diesem Grund nahm er an der Q-School 2023 teil, wo er jedoch direkt in der Final Stage starten durfte. Überraschend blieb Meulenkamp dann jedoch punktlos und holte seine Tour Card deutlich nicht zurück.
Somit musste Meulenkamp bei der Q-School 2024 in der First Stage starten, erreichte aber am zweiten Tag auf direktem Wege die Final Stage. In dieser gewann er vier Spiele und errang zwei Punkte für die Rangliste, was jedoch nicht für den Rückgewinn der Tour Card reichte. Die darauffolgende Challenge Tour kam Meulenkamp nur selten ins Preisgeld. Bei den UK Open 2024, für die er noch qualifiziert war, gewann Meulenkamp zunächst gegen Rusty-Jake Rodriguez, bevor er in der zweiten Runde gegen Josh Payne verlor. Anfang September spielte Meulenkamp ein Turnier der World Darts Federation (WDF). Beim FCD Anniversary Open im katalanischen Calella erreichte er das Halbfinale, unterlag aber Patrick Peters.
Bei der Q-School 2025 gewann Meulenkamp nur ein Spiel, was nicht für einen Punkt in der Rangliste und für einen Einzug in der Final Stage reichte.

## Titel

### PDC
- Secondary Tour Events
  - PDC Challenge Tour
    - PDC Challenge Tour 2014: 2
    - PDC Challenge Tour 2023: 8

## Weltmeisterschaftsresultate

### BDO
- 2012: 1. Runde (0:3-Niederlage gegen  Gary Stone)
- 2014: 1. Runde (2:3-Niederlage gegen  Gary Robson)

### PDC
- 2015: 1. Runde (1:3-Niederlage gegen  Mark Webster)
- 2017: 1. Runde (0:3-Niederlage gegen  Mensur Suljović)
- 2019: 2. Runde (1:3-Niederlage gegen  Michael Smith)
- 2020: 2. Runde (2:3-Niederlage gegen  Chris Dobey)
- 2021: 2. Runde (2:3-Niederlage gegen  Vincent van der Voort)
- 2022: 2. Runde (0:3-Niederlage gegen  Michael Smith)